# カルロス・フィエッロ
カルロス・エドゥアルド・フィエッロ・ゲレーロ（Carlos Eduardo Fierro Guerrero, 1994年7月24日 - ）は、メキシコ・ロスモチス出身のサッカー選手。ポジションはFW。FCフアレス所属。

## 経歴
メキシコのCDグアダラハラでプロキャリアをスタートさせ、2011年8月20日、CFモンテレイ戦でデビューを果たした。
2017年12月8日、クルス・アスルに移籍した。

## 代表歴
メキシコ代表として2011 FIFA U-17ワールドカップに出場し優勝に貢献し、自身もブロンズボールを獲得した。

## タイトル
代表
- 2011 FIFA U-17ワールドカップ

個人
- 2011 FIFA U-17ワールドカップ ブロンズボール